# Hassan Ben Gamra
Hassan Ben Gamra (ar. حسن بن جمرة ; ur. 2 września 1959) – tunezyjski judoka. Olimpijczyk z Los Angeles 1984, gdzie zajął trzynaste miejsce w wadze lekkiej.
Uczestnik mistrzostw świata w 1987. Brązowy medalista igrzysk śródziemnomorskich w 1979. Wicemistrz igrzysk afrykańskich w 1978 i trzeci w 1987 roku.

## Letnie Igrzyska Olimpijskie 1984
| Konkurencja | Eliminacje          | Eliminacje          | Klas. końcowa |
| Konkurencja | Przeciwnik I        | Przeciwnik II       | Miejsce       |
| ----------- | ------------------- | ------------------- | ------------- |
| 71 kg       | Rony Khawam (LBN) Z | Luiz Onmura (BRA) P | 13.           |